# Neal L. Evenhuis
Neal Luit Evenhuis, född Kornelus Luit Evenhuis, den 16 april 1952 i Upland, Kalifornien, är en amerikansk forskare och entomolog på Bishop Museum i Hawaii. Han har beskrivit över 500 arter av insekter sedan 1976, och är känd både för sin forskning och sitt säregna val av binomiala namn på nya arter.

## Biografi
Evenhuis föddes i södra Kalifornien av föräldrar som hade invandrat till Kalifornien från Nederländerna 1938. År 1974 tog han en kandidatexamen i botanik och entomologi vid California State Polytechnic University i Pomona. År 1976 började han arbeta som vetenskaplig illustratör på Bernice Pauahi Bishop Museum. Två år senare avlade han magisterexamen i biologi. 
Inom några år inledde han därefter sin egen forskning genom att studera taxonomi av Pacific flies, som 1988 ledde till en doktorsexamen i entomologi vid University of Hawaii i Mānoa, varpå han befordrades till ledande entomolog. Han har sedan dess beskrivits mer än 500 nya arter av insekter och skrivit mer än 350 vetenskapliga publikationer, som specialiserat sig på familjerna svävflugor och mythicomyiidae. 
År 1992 mottog Evenhuis för sin forskning Thomas Say Award av Entomological Society of America. Han är intresserad av dipterologins historia och nomenklatur, och är före detta ordförande i Internationella kommissionen för zoologiska nomenklatur. Evenhuis gör också aktiva insatser för att undervisningen av skolbarn skall lära dem att urskilja inhemska arter från främmande arter.

### Taxonomihumor
I de entomologiska kretsarna är Evenhuis också känd för sin humor och binomiala namn myntade av honom har uppmärksammats. Efter att ha identifierat en bombyliid från släktet Phthiria 1985, bestämde han sig för att benämna arten Phthiria relativitae som en vits på relativitetsteorin. För att säkerställa offentliggörandet av namnet i en vetenskaplig tidskrift och därmed dess acceptans och samtidigt undvika kritik av engelskspråkiga forskare, var han tvungen att lämna det till en polsk tidskrift. År 2002 namngav han ett släkte av utdöda mythicomyiids Carmen Electra till ära av modellen Carmen Electras "strålande" kropp. Samma år, beskrev han Pieza kake, Pieza pie och Pieza deresistans, liksom Reissa roni (uppkallad efter Rice-A-Roni). År 2013 gav han namnet Campsicnemus popeye till en ny art av fluga från Franska Polynesien för dess likhet med seriefiguren Popeye i att ha svullna armar.  